# دهه ۱۱۷۰ (میلادی)
دهه ۱۱۷۰ (میلادی)صد و هفدهمین دهه تقویم میلادی است.
‎